# Lijst van burgemeesters van Geluwe
Dit is de lijst van burgemeesters van Geluwe, een voormalige gemeente in de Belgische provincie West-Vlaanderen, tot de fusie met Wervik in 1977.
- 1830–1868 : Jean-Baptiste Vuylsteke
- 1904–1910 : Louis Soete
- ?   –1917 : Henri-Louis Pype
- 1919–1928 : Theophiel Ghesquiere
- 1928–1946 : Jules Ingelbeen
- ?   –   ?    : Achiel Flament
- 1965–1976 :  Leo Cardoen